# 4:44
4:44 – trzynasty studyjny album amerykańskiego rapera Jaya-Z, wydany 30 czerwca 2017 roku nakładem wytwórni Roc Nation i Universal Music Group, wyłącznie dla klientów Tidala oraz Sprint Corporation. Album ten jest pierwszym z ekskluzywnych albumów z serii planowanej przez współudziale firm Tidal i Sprint. 2 lipca 2017 roku, przez krótki moment album ten był do dostępny do darmowego pobrania ze strony Tidala. Fizyczna wersja ukazała się 7 lipca i zawierała trzy dodatkowe utwory. Tego samego dnia, wydawnictwo pojawiło się w innych serwisach strumieniowych, takich jak Apple Music, Google Play Music oraz Amazon Music.
Podobnie jak poprzedni album Jaya-Z, Magna Carta... Holy Grail (2013), 4:44 nie był promowany żadnym singlem. Sesja nagraniowa trwała od grudnia 2016 do czerwca 2017, a za warstwę muzyczną płyty odpowiada No I.D., a przy niektórych utworach pomagał mu również Jay-Z. James Blake oraz Mount Kimbie byli producentami utworów dodatkowych. Na albumie gościnnie udzielili się Frank Ocean, Damian Marley, Beyoncé i matka Jaya-Z, Gloria Carter. Dodatkowo wokalnie na 4:44 pojawiła się córka rapera, Blue Ivy Carter, jak również James Fauntleroy, Kim Burrell i The-Dream.
4:44 zyskał powszechne uznanie wśród krytyków muzycznych, którzy doceniali osobistą i emocjonalna stronę albumu. 5 lipca 2017 roku, kilka dni po oficjalnej premierze, Recording Industry Association of America przyznało płycie status platyny, co było zasługą faktu, że firma Sprint zakupiła milion sztuk płyty i rozdała je swoim klientom do pobrania za darmo. Album zadebiutował na pierwszym miejscu notowania Billboard 200 i jest trzynastym z rzędu albumem Jaya-Z, który dotarł na szczyt notowania, a czternastym w ogóle. Po wydaniu płyty ukazały się trzy single, mianowicie tytułowe „4:44”, „Bam” oraz „Family Feud”, jak również kilka teledysków. Wydawnictwo zostało nominowane do nagrody Grammy w kategorii Album roku, a jednocześnie utwór tytułowy został nominowany w kategorii Piosenka roku, a „The Story of O.J” w kategorii Nagranie roku.

## Tło powstania
W kwietniu 2016 roku, żona Jaya-Z, Beyoncé, wydała swój szósty album studyjny zatytułowany Lemonade, na którym to w kilku utworach zarzuciła swojemu mężowi niewierność.
W czerwcu 2017, plakaty promocyjne 4:44 pojawiły się w Nowym Jorku, Los Angeles oraz Miami, a reklamy w postaci banerów zaczęły pojawiać się w internecie. 7 czerwca, podczas finałów NBA wyświetlony został jednominutowy teaser, w którym gościnnie pojawili się aktorzy Mahershala Ali, Lupita Nyong’o i Danny Glover. Teaser kończył się napisem „4:44 – 6.30.17, Exclusively on Tidal” (4:44 – 30.06.17, tylko w Tidalu).
18 czerwca, w amerykański Dzień Ojca, wideo zatytułowane „Adnis” pojawiło się na kanale YouTube firmy Sprint. Adnis to imię ojca Jaya-Z. Drugi teaser, zatytułowany „Kill Jay-Z”, został wydany 27 czerwca i przedstawiał młodego mężczyznę w koszulce z napisem „Stay Black”. Trzeci klip promocyjny, zatytułowany „MaNyfaCedGod” z aktorką Lupitą Nyong’o płaczącą na podłodze, pojawił 28 czerwca.

## Produkcja i proces nagrywania
No I.D. powiedział, że dostał propozycję nad współpracą nad płytą od Jaya-Z, ale początkowo odrzucił twierdząc, że „nie czuje inspiracji” oraz że „nie sądzi by miał teraz coś odpowiedniego”. Jednakże później muzyka Quincy’ego Jonesa, pozwoliła mu zacząć pracę nad albumem. No I.D. stwierdził, że „używał samplami jakby grał na instrumencie”. By odnaleźć inspirację do produkcji 4:44, No I.D. przesłuchiwał między innymi takie albumy jak What’s Going On Marvina Gaye’a, Confessions Ushera, The Blueprint Jaya-Z, Illmatic Nasa oraz My Beautiful Dark Twisted Fantasy Kanye Westa, mówiąc, że przeanalizował błędy i chciałby ich nie powtórzyć.
Album w dużej mierze został zrealizowany w domowym studio No I.D. w Hollywood. Według producenta, proces nagrywania rozpoczął się pod koniec grudnia 2016 roku, podczas gdy Jay-Z podał datę 3 stycznia 2017 roku. Płyta została ukończona krótko przed oficjalną premierą. 4:44 zostało napisane, gdy pewnego poranka Jay-Z obudził się o 4:44 nad ranem i nagrał teksty w swoim domu używając mikrofonu Beyoncé.

## Kompozycja
4:44 jest albumem hip-hopowym z bardzo wieloma elementami hip-hopu świadomego Muzyka na płycie opiera się w głównej mierze na samplach z wielu gatunków muzycznych, takich jak funk, rock progresywny, reggae oraz soul, w tym między innymi „Love’s in Need of Love Today” Steviego Wondera, „Ha Ya (Eternal Life)” grupy The Clark Sisters, „Someday We’ll All Be Free” Donny’ego Hathawaya oraz „Four Women” i „Baltimore” Niny Simone Elia Leight z magazynu Rolling Stone napisała, że 4:44 „bazuje na samplach w czasach, gdy rap odszedł od takiego brzmienia”. Jay-Z i No I.D. stworzyli specjalną playlistę w oparciu o gust Jaya-Z, a następnie wykorzystali część utworów do produkcji płyty. Jay-Z umieścił potem tę playlistę na Tidalu tytułując ją 4:44 Inspired By (ang. 4:44 zainspirowany przez).

## Lista utworów
| Nr  | Tytuł utworu                                | Autorzy | Producenci      | Długość |
| --- | ------------------------------------------- | --- | --------------- | ------- |
| 1.  | „Kill Jay Z”                                | Shawn Carter ∙ Dion Wilson ∙ Alan Parsons ∙ Eric Woolfson                                                   | No I.D.         | 2:58    |
| 2.  | „The Story of O.J.”                         | Carter ∙ Wilson ∙ Nina Simone ∙ Gene Redd ∙ Jimmy Crosby                                                    | No I.D. ∙ Jay-Z | 3:52    |
| 3.  | „Smile” (gościnnie Gloria Carter)           | Carter ∙ Wilson ∙ Stevie Wonder                                                                             | No I.D. ∙ Jay-Z | 4:49    |
| 4.  | „Caught Their Eyes” (gościnnie Frank Ocean) | Carter ∙ Wilson ∙ Christopher Breaux ∙ Randy Newman                                                         | No I.D. ∙ Jay-Z | 3:26    |
| 5.  | „4:44”                                      | Carter ∙ Wilson ∙ Kanan Keeney                                                                              | No I.D.         | 4:44    |
| 6.  | „Family Feud” (gościnnie Beyoncé)           | Carter ∙ Wilson ∙ Elbernita Clark ∙ Beyoncé Knowles                                                         | No I.D.         | 4:11    |
| 7.  | „Bam” (gościnnie Damian Marley)             | Carter ∙ Wilson ∙ Winston Riley ∙ Ophlin Russell ∙ Damian Marley ∙ Jacob Miller ∙ Roger Lewis               | No I.D.         | 3:55    |
| 8.  | „Moonlight”                                 | Carter ∙ Wilson ∙ Lauryn Hill ∙ Wyclef Jean ∙ Pras Michel ∙ Salaam Remi Gibbs ∙ Teena Marie ∙ Allen McGrier | No I.D. ∙ Jay-Z | 2:24    |
| 9.  | „Marcy Me”                                  | Carter ∙ Wilson ∙ José Cid ∙ Tozé Brito ∙ Terius Nash                                                       | No I.D.         | 2:54    |
| 10. | „Legacy”                                    | Carter ∙ Wilson ∙ Edward Howard ∙ Donny Hathaway                                                            | No I.D. ∙ Jay-Z | 2:57    |
|     |                                             | |                 | 36:10   |

| Utwory dodatkowe dostępne na CD i Tidalu | Utwory dodatkowe dostępne na CD i Tidalu                   | Utwory dodatkowe dostępne na CD i Tidalu                                                                | Utwory dodatkowe dostępne na CD i Tidalu | Utwory dodatkowe dostępne na CD i Tidalu |
| Nr                                       | Tytuł utworu                                               | Autorzy                                                                                                 | Producenci                               | Długość                                  |
| ---------------------------------------- | ---------------------------------------------------------- | --- | ---------------------------------------- | ---------------------------------------- |
| 1.                                       | „Adnis”                                                    | Carter ∙ Wilson ∙ James Blake                                                                           | Blake ∙ No I.D.                          | 2:26                                     |
| 2.                                       | „Blue’s Freestyle / We Family” (gościnnie Blue Ivy Carter) | Carter ∙ Wilson ∙ Sonia Bazanta ∙ Ron Gilmore Jr.                                                       | No I.D. ∙ Jay-Z                          | 4:23                                     |
| 3.                                       | „MaNyfaCedGod” (gościnnie James Blake)                     | Carter ∙ Wilson ∙ Blake ∙ Dominic Maker ∙ Sylvia Robinson ∙ Michael Burton ∙ Jerry Peters ∙ Anita Poree | Blake ∙ Maker ∙ No.I.D.                  | 3:18                                     |
|                                          |                                                            | |                                          | 10:07                                    |

Uwagi
1. ↑  Hasło „Stay Black” jest potocznym terminem używanym do okazania solidarność pomiędzy Afroamerykanami.
2. 1 2 3 4 5 6  Oznacza koprodukcję.
3. 1 2  Oznacza producenta dodatkowego.